# Arrou
Arrou is een plaats en voormalige gemeente in het Franse departement Eure-et-Loir in de regio Centre-Val de Loire en telt 1689 inwoners (2005). De plaats maakt deel uit van het arrondissement Châteaudun.

## Geschiedenis
Op 1 januari 2017 werden de gemeenten Arrou, Boisgasson, Châtillon-en-Dunois, Courtalain, Langey en Saint-Pellerin samengevoegd tot de Commune nouvelle d’Arrou, die sinds 1 januari 2023 Vald'Yerre heet.

## Geografie
De oppervlakte van Arrou bedraagt 65,8 km², de bevolkingsdichtheid is 25,7 inwoners per km².
De onderstaande kaart toont de ligging van Arrou met de belangrijkste infrastructuur en aangrenzende gemeenten.

## Demografie
Onderstaande figuur toont het verloop van het inwonertal.
Arrou · Boisgasson · Châtillon-en-Dunois · Courtalain · Langey · Saint-Pellerin